# Alexandre Florent Joseph d'Haubersart
Alexandre Florent Joseph, 2e comte d'Haubersart (22 janvier 1771 à Douai - 5 avril 1855 à Paris), est un fonctionnaire et homme politique français du XIXe siècle.

## Biographie
Fils d'Alexandre Joseph Séraphin d'Haubersart, sénateur du Premier Empire, « et de demoiselle Rosalie-Ursule-Claire Raison, son épouse », gendre du comte Merlin, Alexandre Florent Joseph fut directeur de la Régie et de l'Enregistrement d'Amiens.
Il fut admis à siéger à la Chambre des pairs, le 17 avril 1824, par droit héréditaire, en remplacement de son père, décédé.
Ses principes libéraux lui permirent de prêter serment, en 1830, au gouvernement de Juillet. Il vota toujours avec le parti constitutionnel conservateur, et rentra dans la vie privée à la révolution de Février 1848.

## Distinctions
- Légion d'honneur[1] :
  - Chevalier (28 avril 1821), puis,
  - Officier (22 mai 1825), puis,
  - Commandeur de la Légion d'honneur (29 avril 1834).

## Armoiries
| Figure | Blasonnement |
|        | Armes du comte d'Haubersaert, pair de France, D'azur au chevron d'or chargé de deux épées appointées de sable, accompagné en chef de deux étoiles d'argent, et en pointe d'une balance du même., |

## Ascendance et postérité
Aîné des enfants d'Alexandre Joseph Séraphin d'Haubersart et de Rosalie Ursule Claire Raison (7 août 1746 - Douai ✝ 17 juillet 1788 - Douai), Alexandre Florent Joseph d'Haubersart épousa, le 3 mai 1801, Ursule Brigitte Marie Merlin (25 septembre 1782 - Douai ✝ 5 mars 1858 - Paris), fille de Philippe-Antoine Merlin de Douai (1754-1838). Brigitte était veuve (sans postérité) 
de Jean Baptiste Dubois de Crancé (1773-1800), chef de brigade du 1er régiment de chasseurs à cheval tué au passage du Rhin.
- Ensemble, ils eurent :
  - Louise Marie (18 mars 1802 - Dunkerque ✝ 19 janvier 1884 - Paris), mariée, le 1er mai 1822 à Paris, avec Victor Alexis Bérard  (1792-1857), banquier, cousin de Louis Bérard, dont postérité ;
  - Alexandre Auguste (7 août 1803 - Dunkerque ✝ 30 mai 1868 - Paris), 3e comte d'Haubersart, député du Nord (arrondissement de Cambrai, pendant quatre législatures : 1835-1848), auditeur au conseil d'État (6 septembre 1825), maître des requêtes (30 août 1830), sans alliance, officier de la Légion d'honneur ;
  - Clémence Hermance (29 janvier 1805 - Dunkerque ✝ 20 novembre 1879 - Paris), mariée avec Marie Louis François Constant Himbert de Flégny (1785-1849, fils de Louis-Alexandre Himbert de Flégny), baron de Flégny, auditeur au conseil d'État, intendant militaire, sous-préfet, chevalier de la Légion d'honneur ;